# Saturday Night Wrist
Saturday Night Wrist é o quinto álbum de estúdio da banda Deftones, lançado a 31 de Outubro de 2006. Este foi o último álbum com o baixista Chi Cheng antes de seu trágico acidente de carro em 2008 e sua morte em 2013 e o primeiro álbum da banda que não foi produzido por Terry Date. A maioria das canções desse álbum falam de complicações, pois Chino Moreno estava enfrentando problemas com as drogas, álcool e o seu casamento.
| Críticas profissionais                                                      | Críticas profissionais |
| Avaliações da crítica                                                       | Avaliações da crítica  |
| Fonte                                                                       | Avaliação              |
| --------------------------------------------------------------------------- | ---------------------- |
| AbsolutePunk.net                                                            | (94%)                  |
| allmusic                                                                    | [ 2 ]                  |
| The A.V. Club                                                               | (B+)                   |
| Drowned in Sound                                                            | [ 4 ]                  |
| Okayplayer                                                                  | [ 5 ]                  |
| Rolling Stone                                                               | [ 6 ]                  |
| Alternative Press                                                           | [ 7 ]                  |
| Esta tabela precisa de ser acompanhada por texto em prosa. Consulte o guia. |                        |

## Faixas
1. "Hole in the Earth" – 4:09
2. "Rapture" – 3:25
3. "Beware" – 6:00
4. "Cherry Waves" – 5:17
5. "Mein" – 3:59
6. "U,U,D,D,L,R,L,R,A,B,Select, Start" – 4:12
7. "Xerces" – 3:42
8. "Rats!Rats!Rats!" – 4:00
9. "Pink Cellphone" – 5:04
10. "Combat" – 4:46
11. "Kimdracula" – 3:15
12. "Rivière" – 3:45